# Idiops monticoloides
Idiops monticoloides là một loài nhện trong họ Idiopidae.
Loài này thuộc chi Idiops. Idiops monticoloides được J. Hewitt miêu tả năm 1919.